# Vădastra
Vădastra est une commune roumaine située dans le județ d'Olt.